# Заречное (Коми)
Заречное — деревня в Сысольском районе Республики Коми. Входит в состав сельского поселения Куратово.

## География
Расположена в 32 км к юго-западу от райцентра Визинга и в 2 км к западу от села Куратово.

## История
Впервые упоминается в 1586 в писцовой книге как деревня Ейтула.
В 1962 году указом Президиума Верховного Совета РСФСР деревня Сталино переименована в деревню Заречное.

## Население
| 2010 |
| ---- |
| 210  |